# Марион (Северна Каролина)
Марион (енгл. Marion) град је у америчкој савезној држави Северна Каролина.

## Демографија
По попису из 2010. године број становника је 7.838, што је 2.895 (58,6%) становника више него 2000. године.
| Група             | 2000.         | 2010.         |
| Белци             | 3.972 (80,4%) | 5.748 (73,3%) |
| Афроамериканци    | 521 (10,5%)   | 872 (11,1%)   |
| Азијати           | 52 (1,1%)     | 59 (0,8%)     |
| Хиспаноамериканци | 348 (7,0%)    | 1.028 (13,1%) |
| Укупно            | 4.943         | 7.838         |